# Gennaro Maria Sarnelli
Gennaro Maria Sarnelli (Napoli, 12 settembre 1702 – Napoli, 30 giugno 1744) è stato un presbitero e missionario italiano appartenente alla Congregazione del Santissimo Redentore.
Il 12 maggio 1996 è stato beatificato da papa Giovanni Paolo II.

## Biografia
Figlio del barone di Ciorani Angelo Sarnelli e della baronessa Caterina Scoppa, quartogenito di otto fratelli e sorelle, nacque nel palazzo di famiglia acquistato da Don Girolamo Sarnelli dall'amico viceré cardinale Zapata nell'odierna piazza Trieste e Trento (palazzo del Cardinale Zapata) di Napoli.
All'età di 14 anni manifestò la sua volontà di diventare gesuita, ma ricevuto il parere contrario dal padre, sempre su indicazione dello stesso, scelse gli studi giurisprudenziali.
Laureatosi nel 1722 in utroque iure, esercitò la professione fino all'anno 1728 insieme all'avvocato Alfonso Maria de' Liguori, che conobbe frequentando il casale di Chiaiano dove la sua famiglia aveva notevoli possedimenti. Il casale era contiguo a quello di Marianella, luogo natio di Alfonso Maria de' Liguori, con il quale condivideva la passione per il servizio agli ammalati nell'Ospedale di Santa Maria del Popolo, detto anche «degli Incurabili».
Verso la fine dell'anno 1728 abbandonò la professione di avvocato e iniziò il suo cammino verso la carriera ecclesiastica. Nel mese di settembre dello stesso anno diventò seminarista a Napoli, e venne incaricato di svolgere le mansioni di chierico nella parrocchia di Sant'Anna di Palazzo.
Negli anni successivi iniziò gli studi che lo portarono al noviziato nella Congregazione delle Missioni Apostoliche, conclusosi con esito positivo il 28 maggio 1731. Fu ordinato presbitero l'8 luglio 1732.
Dopo l'ordinazione, fu nominato responsabile della catechesi nella parrocchia dei Santi Francesco e Matteo, dal cardinale Pignatelli, a Napoli. Qui iniziò l'opera di recupero e prevenzione contro la prostituzione tra le giovani ragazze.
Il 9 novembre 1732, anno in cui Sarnelli fu ordinato presbitero, l'amico e vecchio compagno avvocato Alfonso de' Liguori fondava la Congregazione del Santissimo Redentore.
La casa madre della congregazione sorse proprio nel palazzo baronale di Ciorani, che il barone Angelo Sarnelli donò su richiesta del figlio Gennaro, il quale ricordava al padre come anche un loro avo, don Girolamo Sarnelli, avrebbe voluto donare quelle terre ai padri Camaldolesi per la realizzazione di un convento.
Sarnelli, a causa di impegni precedentemente presi, non poté seguire l'amico all'interno della congregazione fin dalla fondazione, ma divenne sostenitore del progetto. 
Nel giugno del 1733, Alfonso Maria rimase solo nella sua congregazione nella città di Scala e Sarnelli decise di entrare a far parte della comunità redentorista per aiutare l'amico nella sua missione, pur continuando a restare membro delle Missioni Apostoliche. 
Da questa unione seguirono una serie di missioni in vari paesi della Campania.
Tra le altre attività portate avanti dal Sarnelli, dall'anno 1736, vi sono iniziative a favore dei «facchinelli», cioè i minori sfruttati per il lavoro, la fondazione della casa redentorista di Liberi (Caserta), campagne contro la bestemmia, l'evangelizzazione dei laici, la formazione spirituale dei fanciulli e una missione permanente all'interno dei sobborghi napoletani.
Morì il 30 giugno 1744 a Napoli, all'età di 41 anni. Fu sepolto nella parrocchia di Santa Maria dell'Aiuto e poi trasferito nella casa dei redentoristi di Ciorani.

## Culto
Nel 1861 iniziò la causa di canonizzazione, e il 2 dicembre 1906 papa Pio X lo proclamò venerabile. Il 12 maggio 1996, in piazza San Pietro a Roma, papa Giovanni Paolo II lo ha proclamato beato, ricordandone l'intenso impegno missionario verso i poveri e l'attività di studioso e scrittore.

## Opere
Sarnelli produsse numerosi scritti, in massima parte pubblicati postumi: le opere sono state raccolte in 13 volumi pubblicati in Napoli fra il 1848 e il 1851.
- 1: Il mondo santificato, dove si tratta della meditazione e della preghiera: opera istruttiva ed illuminativa utilissima ai secolari ecclesiastici e religiosi per facilitare a ciascuno stato di anime l'esercizio della vita devota e per introdurre nelle chiese comunità e famiglie l'uso dell'orazione in comune, volume 1.
- 2: Il mondo santificato: opera utilissima per ogni stato di anime, volume 2.
- 3: L'anima illuminata: opera utilissima ad ogni stato di anime per accendersi nell'amore del sommo benefattore.
- 4: Il mondo riformato, cioè Sacre lezioni contro gli abusi: opera utilissima che istruisce ed illumina il cristiano negli obblighi di sua religione; vol. 1.
- 5: Il mondo riformato, cioè Sacre lezioni contro gli abusi: opera utilissima che istruisce ed illumina il cristiano negli obblighi di sua religione; vol. 2.
- 6: Il mondo riformato nella istituzione ed educazione dei fanciulli: opera utilissima per gli ecclesiastici, e i padri di famiglia.
- 7: L'ecclesiastico santificato.
- 8: Le Glorie e grandezze della Divina Madre: opera utilissima per destare in cuor dei fedeli la vera devozione a Maria santissima.
- 9: L' anima desolata confortata a patire cristianamente colla considerazione delle massime eterne.
- 10: Della discrezione degli spiriti: operetta istruttiva, illuminativa, e direttiva per regola e cautela delle anime, che attendono all'esercizio dell'orazione, ed al cammino della perfezione e per i loro direttori.
- 11: Il cristiano illuminato nei pensieri di vita eterna per la via purgativa e nei sentimenti di vita eterna per la via illuminativa diretto nella via della divozione colle regole e pratiche per avanzarsi nella perfezione ed ammaestrato nei misteri della religione e negli obblighi di sua professione.
- 12: Opera contro il vizio della bestemmia, divisa in tre parti: ai principi e magistrati, ai sacri prelati della chiesa ed ai parrochi predicatori e confessori, colle regole maniere e pratiche ordinate per frenare un cotal delitto.
- 13: Ragioni cattoliche legali e politiche in difesa delle città rovinate dall'insolentito meretricio.
- 14: Lettere spirituali con l'aggiunta di un frammento dell'opera intitolata Dio placato nell'imminente suo sdegno.